# Antarchaea oma
Antarchaea oma är en fjärilsart som beskrevs av Dyar 1912. Antarchaea oma ingår i släktet Antarchaea och familjen nattflyn. Inga underarter finns listade i Catalogue of Life.